# ハナタカ天狗
『ハナタカ天狗』（ハナタカてんぐ）は、2005年4月5日から同年9月27日まで毎週火曜23:55 - 翌0:25（JST）にTBS系列で放送されたTBS・吉本興業制作のバラエティ番組である。

## 概要
「日本全国から1億3千万人の街頭インタビューを行い、あなたの自慢を発掘するバラエティ番組」とのコンセプトで製作された番組だったが、実際の放送では、日本に住む外国人の自慢に関する事柄に多くの時間が割かれた。また、2005年9月末の本番組終了後、製作スタッフは水曜深夜枠に移行し、2005年10月から2007年9月まで、日本に住む外国人の恋愛事情を主に扱った番組『アイチテル!』が放送され、雨上がり決死隊も引き続きMCを担当した。

## 出演
- 雨上がり決死隊（宮迫博之・蛍原徹） - MC
- 品川庄司（庄司智春・品川祐）
- ウエンツ瑛士（WaT）
- ほっしゃん。
- 次長課長（河本準一・井上聡）
- 安田美沙子（準レギュラー）
- 夏川純（準レギュラー）
- ユッキー（ナレーション）

## スタッフ
- 構成 : 御影屋聖　／　福原フトシ、松本真一、大井洋一
- リサーチャー : 中川ゆーすけ、寺坂直毅
- TM・TD : 鳥井隆
- カメラ : 江浦友樹
- VE : 島貫洋
- 音声 : 中村昌昭
- 照明 : 松田栄二
- CG : 小倉義弘
- 音響効果 : 湊航史
- VTR編集 : あべよしぞう、室谷光則
- MA : 新田領
- アートプロデューサー : 横井直行
- セットデザイン : 高松浩則
- 美術制作 : 羽田一成
- 装置 : 高野勝之
- 大道具操作 : 荷田豊
- 装飾 : 森田琴衣
- 電飾 : 今村和之
- 衣裳 : 軽石真央
- 持道具 : 貞中照美
- スタイリスト : 桝館和憲
- メイク : 飯浦亜由美
- 番宣 : 小林恵美子
- TK : 本田浩子
- デスク : 石川素子
- AP : 菊池絢子
- ディレクター : 内山大輔、並木慶、土屋良介、扇山篤司、千葉博史
- 総合演出 : 三島圭太　／　堤本幸男
- プロデューサー : 安田淳　／　森口尚・竹本夏絵（吉本興業）
- チーフプロデューサー : 荒井昌也
- 技術協力 : 東通、エヌ・エス・ティー、ブル、ティ・エル・シー
- 収録スタジオ : 有明スタジオ
- 制作協力 : バックアップメディア
- 制作 : TBSテレビ、吉本興業
- 製作著作 : TBS